# Równanie Johnsona-Mehla
Równanie Johnsona-Mehla – cząstkowe rozwiązanie równania prędkości przemiany, po przyjęciu szeregu upraszczających założeń. Zostało opracowane przez Johnsona i Mehla i pierwotnie posłużyło do opisu zależności prędkości przemiany od czasu przemiany dla izotermicznego rozpadu austenitu w perlit.

## Założenia
- Zarodkowanie i wzrost cząstek nowej fazy biegną równolegle w trakcie całego czasu przemiany.
- Rozmieszczenie zarodków w objętości fazy wyjściowej jest całkowicie przypadkowe.
- Prędkość zarodkowania jest stała.
- Cząstki nowej fazy zarodkują i rosną w kształcie kul (zarodkowanie homogeniczne).
- Liniowa prędkość wzrostu nie zmienia się z czasem[1].

## Idea równania J-M
Ogólne równanie prędkości przemiany:
{\displaystyle {\frac {dy}{dt}}=S_{v}(t)R(t),}
gdzie:
{\displaystyle y} – ułamek przemiany (postęp przemiany) [m³],
{\displaystyle t} – czas [s],
{\displaystyle S_{v}(t)} – całkowita powierzchnia międzyfazowa, zmieniająca się z czasem [m²],
{\displaystyle R(t)} – prędkość migracji powierzchni międzyfazowej, zmieniająca się z czasem [m/s].
Po uwzględnieniu założeń Johnsona-Mehla wprowadza się nowe współczynniki do powyższego równania. Ułamek przemiany y zostaje zastąpiony przez tzw. przedłużony ułamek przemiany yy, a powierzchnia międzyfazowa S na przedłużoną powierzchnię międzyfazową Sy. Są to odpowiednio wielkości objętości i powierzchni międzyfazowej jaką posiadałyby cząstki nowej fazy, gdyby wzrastały bez zderzeń i mogły zarodkować w całej objętości materiału (nawet w miejscach, gdzie zaszła już przemiana).
Johnson i Mehl wykazali, że z całkowitej przedłużonej powierzchni międzyfazowej wszystkich sferycznych cząstek jedynie pewien jej ułamek nie znajduje się wewnątrz innych cząstek. Zapisać można to poniższą relacją:
{\displaystyle S=S_{y}(1-y).}
Po podłożeniu wszystkich nowych zmiennych i relacji oraz następnie scałkowaniu wyrażenia otrzymujemy równanie Johnsona-Mehla:
{\displaystyle y=1-\exp(-y_{y}).}
Relacja ta określa związek pomiędzy rzeczywistym ułamkiem przemiany y i hipotetycznym ułamkiem przedłużonym yy. W zależności od przyjętych założeń odnośnie do geometrii faz, warunków zarodkowania oraz wzrostu, szczegółowa postać równania ulega zmianie. W każdym przypadku krzywa obrazująca zmianę ułamka przemiany w czasie objawia się w postaci sigmoidalnej.

## Wykorzystanie praktyczne
Dane eksperymentalne dotyczące zmian ułamka przemiany w czasie pochodzą z badań:
- dylatometrycznych,
- magnetycznych,
- metalograficznych.

Układają się one w postaci krzywej sigmoidalnej. Z tego powodu równanie Johnsona-Mehla przedstawia się najczęściej w poniższej postaci:
{\displaystyle y=1-\exp -(kt)^{n},}
gdzie:
{\displaystyle y} – ułamek przemiany (postęp przemiany) [m³],
{\displaystyle k} – stała prędkości przemiany [s−1],
{\displaystyle t} – czas [s],
{\displaystyle n} – wykładnik potęgowy.
Kształt krzywej {\displaystyle y(\log(t))} określony jest wartością wykładnika potęgowego. Stała prędkości przemiany determinuje położenie wykresu na osi czasu.

### Wykładnik potęgowy n
Wartość wykładnika potęgowego może być wyznaczona graficznie dla wykresu o równaniu liniowym:
{\displaystyle \log \left(\ln \left[{\frac {1}{1-y}}\right]\right)=n\log(t)+n\log(k).}
Wykładnik potęgowy ma wartość tangensa kąta nachylenia takiej prostej.

### Stała prędkości przemiany k
Stałą prędkości przemiany można wyznaczyć odczytując z wykresu y(log(t)) wartość t0,63. Wynika to z faktu, że dla kt = 1 ułamek przemiany wynosi 0,63.
{\displaystyle k={\frac {1}{t_{0{,}63}}}.}
Wartość stałej prędkości ma zdecydowany wpływ na proces zarodkowania oraz mechanizm migracji powierzchni międzyfazowej. Obydwa te procesy są aktywowane cieplnie, dlatego dla stałej prędkości przemiany również można zapisać taką relację:
{\displaystyle k=k_{0}\exp \left(-{\frac {Q}{RT}}\right),}
gdzie:
{\displaystyle k_{0}} – stała przedeksponencjalna [s−1],
{\displaystyle Q} – energia aktywacji przemiany [J/mol],
{\displaystyle R} – stała gazowa [J/mol·K],
{\displaystyle T} – temperatura bezwzględna [K].
Jeżeli dwu procesów krzywe sigmoidalne są izokinetyczne (przemiany zachodzą tym samym mechanizmem) to znając temperatury obydwu procesów (T1 i T2) można wyznaczyć energię aktywacji Q takiej przemiany. Krzywe izokinetyczne charakteryzują się tym, iż mają taki sam kształt, odpowiednie punkty leżą w takiej samej odległości dt na osi czasu oraz wykładnik potęgowy n jest taki sam dla obu przemian.